# Microscopía electrónica en cuatro dimensiones
La microscopía electrónica en cuatro dimensiones (o microscopía electrónica ultrarrápida) es una técnica de obtención de imágenes basada en el microscopio electrónico y que permite obtener imágenes a lo largo del espacio y del tiempo (en 4D): logra resolver movimientos a escalas atómicas y en intervalos de tiempo de un femtosegundo (10-15 segundos). 
Desarrollada por un grupo de investigación del Instituto de Tecnología de California, liderado por Ahmed H. Zewail, durante la primera década del siglo XXI, la técnica ha permitido filmar vibraciones de láminas átomos de carbono, la transformación de la materia de un estado a otro y células y proteínas aisladas.
La técnica, basada en la mecánica cuántica y dependiente de láseres de última generación, consiste en que cada fotograma es generado tras miles de disparos individuales tomados en tiempos definidos de forma muy precisa; dicho de otra forma, se forman imágenes completas repitiendo un experimento miles de veces.

## Fuente
- Ahmed H. Zewail, «Microscopía electrónica ultrarrápida», Investigación y Ciencia, 409, octubre de 2010, págs. 69-75.

- Datos: Q6013456